# NGC 6177
NGC 6177 este o galaxie spirală situată în constelația Hercule. A fost descoperită în 28 mai 1791 de către William Herschel. Se află la o distanță de 116,95 megaparseci de Pământ.